# 1194 dans les croisades
Cette page regroupe les évènements concernant les Croisades qui sont survenus en 1194 :
- 1er février : Bohémond III, prince d'Antioche est capturé par Léon II, prince de l'Arménie Cilicienne et emprisonné à Sis[1].
- avril : mort de Guy de Lusignan. Son frère Amaury lui succède à Chypre[2].
- 31 décembre : mort de Léopold V, duc d'Autriche, participant de la troisième croisade et celui qui fit prisonnier Richard Cœur de Lion lors de son retour de Terre sainte[3].